# Tailândia nos Jogos Olímpicos
A Tailândia participou pela primeira vez dos Jogos Olímpicos em 1952,e envoiou atletas para competirem em todos os Jogos Olímpicos de Verão desde então, exceto quando participaram do boicote aos Jogos Olímpicos de Verão de 1980.
A Tailândia também participa dos Jogos Olímpicos de Inverno desde 2002. Até hoje, apenas uma pessoa, Prawat Nagvajara, pôde representar a Tailândia nos Jogos de Inverno. Embora eles tenham vários atletas de inverno classificados para seus respectivos esportes,o CON escolheu não mandá-los desta vez.
Atletas tailandeses ganharam um total de 21 medalhas,a maioria no Boxe. A melhor edição dos Jogos para a Tailândia foi os Jogos de 2004, em Atenas, onde eles ganharam 8 medalhas.
O Comitê Olímpico Nacional da Tailândia foi criado em 1948 e reconhecido em 1950.

## Quadro de Medalhas

### Medalhas por Jogos
| Jogos                 | Ouro           | Prata          | Bronze         | Total          |
| 1952 Helsinque        | 0              | 0              | 0              | 0              |
| 1956 Melbourne        | 0              | 0              | 0              | 0              |
| 1960 Roma             | 0              | 0              | 0              | 0              |
| 1964 Tóquio           | 0              | 0              | 0              | 0              |
| 1968 Cidade do México | 0              | 0              | 0              | 0              |
| 1972 Munique          | 0              | 0              | 0              | 0              |
| 1976 Montreal         | 0              | 0              | 1              | 1              |
| 1980 Moscou           | não participou | não participou | não participou | não participou |
| 1984 Los Angeles      | 0              | 1              | 0              | 1              |
| 1988 Seul             | 0              | 0              | 1              | 1              |
| 1992 Barcelona        | 0              | 0              | 1              | 1              |
| 1996 Atlanta          | 1              | 0              | 1              | 2              |
| 2000 Sydney           | 1              | 0              | 2              | 3              |
| 2004 Atenas           | 3              | 1              | 4              | 8              |
| 2008 Pequim           | 2              | 2              | 2              | 6              |
| 2012 Londres          | 0              | 2              | 2              | 4              |
| 2016 Rio de Janeiro   | 2              | 2              | 2              | 6              |
| 2020 Tóquio           | 1              | 0              | 1              | 2              |
| 2024 Paris            | 1              | 3              | 2              | 6              |
| Total                 | 11             | 11             | 19             | 41             |

### Medalhas por Esportes
| Esporte        | Ouro | Prata | Bronze | Total |
| Boxe           | 4    | 3     | 6      | 13    |
| Halterofilismo | 3    | 0     | 3      | 6     |
| Taekwondo      | 0    | 1     | 1      | 2     |
| Total          | 7    | 4     | 10     | 21    |